# Hypoplectrus chlorurus
Hypoplectrus chlorurus är en fiskart som först beskrevs av Cuvier 1828.  Hypoplectrus chlorurus ingår i släktet Hypoplectrus och familjen havsabborrfiskar. Inga underarter finns listade i Catalogue of Life.